# Rúben Neves
Rúben Diogo da Silva Neves (født 13. marts 1997 i Mozelos) er en portugisisk professionel fodboldspiller, som spiller for Saudi Pro League-klubben Al-Hilal og Portugals landshold.